# 導爆線

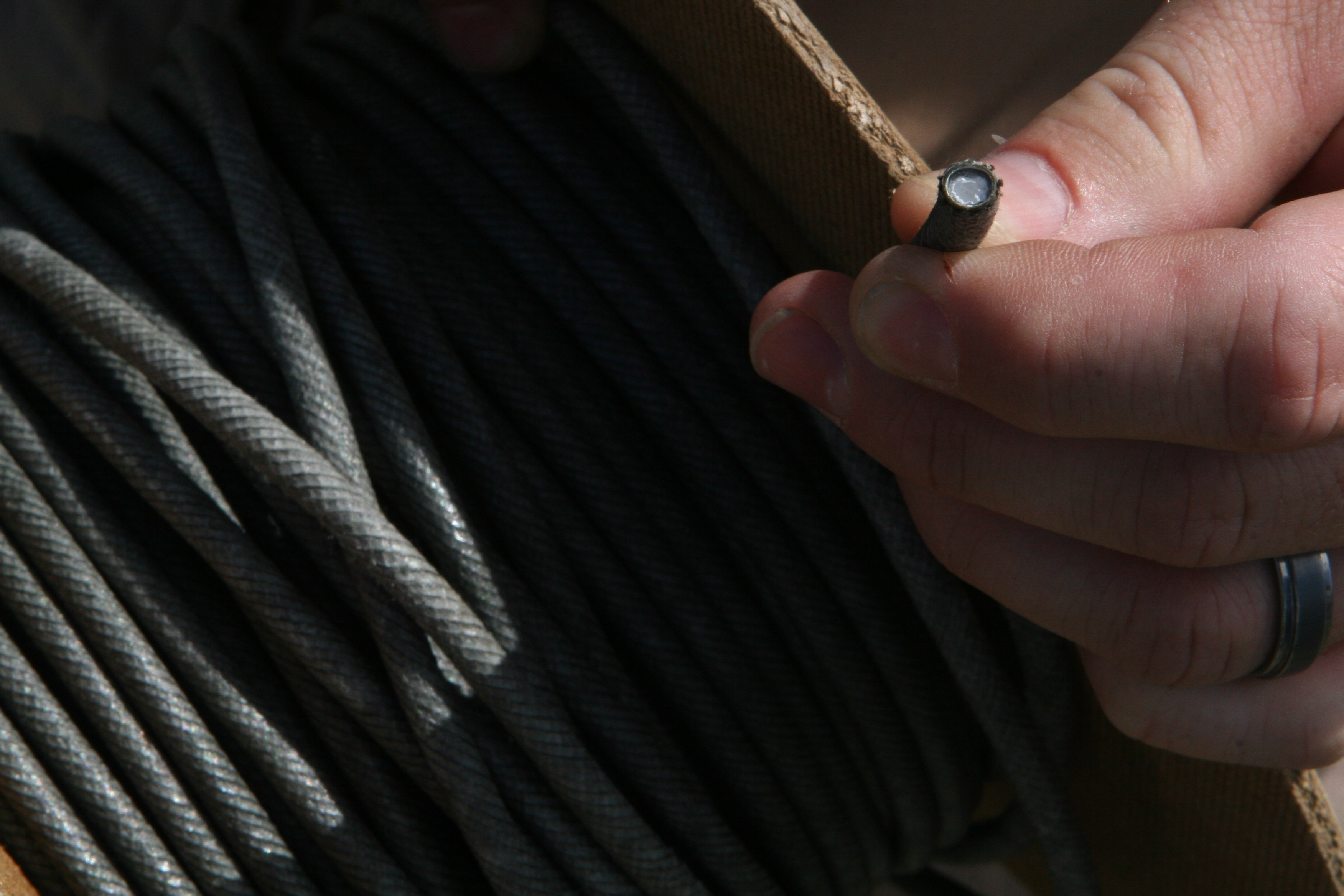
ペンスリットが内部に詰まった導爆線の断面

導爆線（どうばくせん、Detonating cord / Detcord）は、爆轟を伝えるために用いられるロープ状の火工品である。
導火線と違い、芯薬は爆薬で、端を雷管などで起爆して使用し、どんなに長くても完全に他端まで爆轟を伝達する。導爆線は6号雷管で起爆することができ、また6号雷管で起爆できる爆薬は導爆線で起爆することができる。
現在使用されている物はペンスリットを芯薬としてこれを紙と糸で被覆したものにアスファルトを塗布して防水しその上をビニールで被覆したものである。直径は4.9ミリ～5.5ミリのロープ状であり、爆速5,500m～7,000m/secで爆轟を伝達する。芯薬の量は10g/m。ほぼ10センチ置きに6号雷管を並べたのに相当する威力があり、大量の爆薬を同時発火させたい場合や水中発破などで雷管の代わりに使用されたりする。
安全性は高く、火炎に曝されても燃焼するが、爆轟に至ることは殆ど無く、打撃や摩擦で発火する恐れも殆ど無い。また、雷や静電気に対しても安全である。
導爆線は赤か黄色に黒線が入った色をしており、導火線と区別できるようになっている。
別名「プリマコード」とも呼ばれ、これは世界的にシェアを占めているエンシング・ビックフォード社の登録商標である。日本国内で日本カーリット社によって広く輸入販売されている。

## 応用的な利用
高速かつ強力な爆轟から生じる爆轟波は切断能力が高く、指向性爆薬としても利用される。分離ボルトなどと同様に破壊解体の為に使用される場合もある。特に、翼、燃料タンク、エンジン、機体構造などネジを外しただけでは解体されない、構造材や外板などを横一文字や外周に沿って切断する必要がある箇所などには切断線に沿って導爆線が圧着されている。導爆線を用いれば厚さ3ミリ以下の鋼鉄やジュラルミンの板であれば確実に切断できる。
軍用においても戦闘工兵の多目的ツールとして利用され、例として閉鎖された扉の強制解錠、導爆線を特定の形に巻きつけられる物を用いた壁の部分的破壊、同様に棒状のものに巻き付けて有刺鉄線に投げ込み切断する、といった戦闘隊員の進路を切り開く目的で使用される。
また、その爆轟の応用として、導爆線の周囲を水の入った袋で挟んで覆うことで、強力な伝達速度による「斬る」様な圧力を「押す」圧力へ変換し、少量の導爆線でも吹き飛ばす力を最大限に発揮する圧力爆弾にすることもできる。こちらの用途も主に上記のような、ある程度安全かつより厚く強固な扉の強制開放(解錠)などに利用される。